# Sunamphithoe pelagica
Sunamphithoe pelagica är en kräftdjursart som beskrevs av Milne-Edwards 1830. Enligt Catalogue of Life ingår Sunamphithoe pelagica i släktet Sunamphithoe och familjen Ampithoidae, men enligt Dyntaxa är tillhörigheten istället släktet Sunamphithoe och familjen Amphithoidae. Arten är reproducerande i Sverige. Inga underarter finns listade i Catalogue of Life.